# 有田中井手之戰
有田中井手之戰是日本战国时代的一场战争。发生在永正十四年（1517年）的安艺国有田城（今广岛县山县郡北广岛町）附近，为安艺守护武田元繁與安艺国人毛利氏、吉川氏之间的戰爭，又被称为有田合战。本战作为毛利元就的初阵而广为人知，也因本战与桶狭间之战相似而被后世称作“西国桶狭间”。

## 背景

### 大内义兴上洛
永正五年（1508年），受周防国大内氏影响的安艺国人武田元繁，在大内义兴拥立前将军足利义尹（足利義稙），并以协助将军上洛为名进军京都时，随大内义兴出阵，并成功击败细川澄元、拥立将军，与细川高国联合在京都执掌政事。由于脱离大内氏势力的出云国人尼子经久企图在属于大内势力范围的安艺国渗透自家势力，导致纷争不断，而大内氏的主力要与主君留守京中。因此义兴决定让武田元繁回国应对，并将权大纳言飞鸟井雅俊的女儿作为养女嫁给元繁以试图保证元繁不背叛大内家。

### 武田元繁扩大势力
永正十二年（1515年），受大内义兴之命归国的武田元繁，认为义兴与大内氏之主力都不在领国，正是夺回本家曾经拥有的安艺守护一职，脱离大内氏管控的好机会。因此，元繁回国后不久便与义兴的养女飞鸟井氏离婚，娶尼子经久的弟弟尼子久幸的女儿为妻，在尼子氏的支援下宣布从大内义兴的势力下独立，脱离了大内氏，并开始侵略大内氏的势力圈。元繁接管了此时正处于内乱，纷争不断的严岛神社神领，又不费吹灰之力便取得了城兵逃亡的大野河内城。他还攻打了己斐城，但包围了数月仍没有攻陷。另一方面，义兴为了牵制武田方的山县氏一族（壬生氏、有田氏、今田氏），命令安艺国人毛利兴元和吉川元经出阵至山县郡有田。由于有田城被攻破，元繁解除了对己斐城的包围，将矛头转向北方，开始攻打山县郡大内方的诸城。
在这种情况下，毛利兴元在永正十三年八月（1516年9月）因急病去世，兴元之子，年仅两岁的毛利幸松丸继任家主，由同样年仅二十岁的叔父毛利元就担任后见役，毛利家中动荡显现，元繁认为这是进攻毛利氏，称霸安艺的好机会。毛利氏和吉川氏这样的小势力要面对被称为“西国之项羽”的勇将元繁，对于年轻而没有经验的元就来说负担可谓是十分之重。再加上主家大内氏的主力留守在京都，因此无法向大内氏求援，元就只能自己应对强敌。

## 經過

### 前哨战
永正十四年二月（1517年2月），向山县郡今田城进军的武田元繁，要求临近的诸豪族臣服以集结进攻的兵力，于是看到有机可乘的国人众纷纷赶到，集结出以三入高松城城主熊谷元直、八木城主香川行景、己斐城城主己斐宗瑞等为首的五千多兵力。同年十月三日，元繁包围了处在大内方（毛利氏、吉川氏）势力下的城主为小田信忠的有田城。据《阴德太平记》记载，有田城的守城兵力仅有三百左右，小田信忠虽然提出要降伏于元繁，但被元繁拒绝。
十月二十一日，武田军的熊谷、山中、板垣等军率六百骑出击毛利氏的领地多治比，向民宅放火以挑衅毛利方。元就立刻从多治比猿卦城出动了一百五十骑，击退了前来袭扰的武田军。此时，认为反击时机已经成熟的元就，向本据吉田郡山城请求支援，元就之弟相合元纲与桂元澄、井上氏、坂氏、渡边胜、福原贞俊、口羽氏、赤川氏、粟屋氏、儿玉氏等家臣为主力的毛利本家约七百骑和吉川氏家臣宮庄経友率领的援军三百骑会合，向武田军发起进攻。

### 本战
十月二十二日，向有田进军的毛利、吉川联合军，与武田方的由熊谷元直率领的五百骑展开对峙。最初，联合军以弓箭远距离射击与武田军对抗，但后来因为害怕被武田军夹击，他们便一口气向熊谷军突击过去，熊谷军也对联合军展开正面攻击。作战途中元直上到前线斥责士兵，结果不幸被毛利军的流箭射中额头，落马而死，被宫庄经友取得首级。熊谷军因此士气大跌，当场溃败。
接到这一消息的武田元繁大怒，将伴繁清、品川信定和手下七百余人留在有田城继续围城，亲自率领主力迎击毛利、吉川联军。据说当时的武田军将兵分为五段，摆出鹤翼阵应敌。联合军向又打川进军，在城内固守的小田信忠军也从有田城出击，但联合军被人数占优的武田军攻击而节节败退，开始出现溃败之态。但是，由于毛利元就对士卒的激励，联合军勉强抵抗住了武田军的攻势，一步步的将战线拉回。面对这种状况十分生气的元繁，决定亲自骑马来到最前线，打算率军渡过再打川突击敌军。结果毛利军向渡河的武田军同时开弓射击，武田元繁中箭后在又打川河畔落马，最后被毛利家臣井上光政杀死。失去大将的武田军溃不成军，溃退至今田城。
武田各军的残兵败将都溃退到今田城后，各家臣对接下来的行动起了争执。伴繁清、品川信定、粟屋繁宗等人主张撤退等待反击之机，而香川行景、己斐宗瑞等人则主张对联合军再战以作为对武田元繁、熊谷元直等人的吊唁之战而与撤退派对立。第二天（即十月二十三日），香川行景、己斐宗瑞等人率领自己的人马对毛利军发起了突袭，最终战死。

## 结果
此战后来被比作与之相似的织田信长击败今川义元大军的桶狭间之战，被称为“西之桶狭间”、“西国桶狭间”，成为安艺武田氏衰退和毛利氏崛起的分水岭。由于失去了武田元繁、熊谷元直、香川行景等人，安艺武田氏的战力大幅削弱，势力急速减退，不久便被毛利氏所灭。
毛利元就因在初阵中即杀死敌军大将、被称为“西国之项羽”的武田元繁而一举成名，在京都留守的大内义兴甚至发出感状，并评价道“多治比（元就）真是神机妙算”。后来在大永三年（1523年）幸松丸去世后，元就便继任毛利氏当主，带领毛利氏从一个地方小势力逐渐发展成雄霸中国地方的大势力。
现在，在作为合战战场的有田城附近（又打川和冠川之畔），还树立着纪念战死的武田元繁、熊谷元直、己斐宗瑞等人的石碑。

## 脚注
1. 1 2  《阴德太平记》记载着毛利军1500骑，后来分出500骑，以1000骑在中井出战斗。且记载吉川援军200骑，有田城笼城军300骑。另外，在有田城址的说明板「郷土史跡 有田城跡」中将毛利元就的兵数标记为2000，《毛利战记》中将毛利、吉川联合军标记为兵1700。
2. 1 2  记载在有田城址说明板「有田城跡と有田合戦」（芸北东部广域观光联络协议会・千代田町观光协会）等。
3. ↑  也有说法将这场战斗称作第一次有田合战，下述战斗称作“第二次有田合战”。
4. ↑  毛利军本队向武田军本队前进时，由于元繁误以为与熊谷军战斗的是敌军的别动队，所以本队援军派出的时间被认为较晚，导致熊谷军的全军覆灭。这使得在熊谷元直被杀的消息传回本队后，元繁后悔不已。
5. ↑  见参考资料及外部链接的观光协会说明文和历史群像系列